# Càlcul pi
En la ciència de computació teòrica, el càlcul-π és una notació desenvolupada originalment per Robin Milner, Joachim Parrow i David Walker, com un avanç sobre el càlcul de sistemes comunicants per tal de proveir mobilitat a la modelització concurrent.
El càlcul-π està ubicat dins de la família dels anomenats càlculs de procés, els quals han estat utilitzats per modelar els llenguatges de programació concurrent, de la mateixa manera que el càlcul-λ, ha estat utilitzat per modelar els llenguatges de programació funcional.